# Bodenwerder
Bodenwerder è una città di 5.762 abitanti della Bassa Sassonia, in Germania.
Appartiene al circondario (Landkreis) di Holzminden (targa HOL) ed è parte della comunità amministrativa (Samtgemeinde) di Bodenwerder-Polle.
Fu luogo di nascita e di residenza del Barone di Münchhausen.